# Calotes bhutanensis
Calotes bhutanensis es una especie de iguanios de la familia Agamidae.

## Distribución geográfica yhábitat
Es endémica de Bután. Su rango altitudinal oscila alrededor de 1525 m s. n. m..